# András Péter
András Péter (Kézdivásárhely, 1971 –) erdélyi származású magyar informatikus.

## Élete
Kézdivásárhelyen született 1971-ben, és Székelyudvarhelyen élt 1975 és 1989 között. 1995-ben informatika szakot végzett a kolozsvári Babeș–Bolyai Tudományegyetemen, majd 1996-ban ugyanott mesterséges intelligencia mesterszakot. A kolozsvári egyetemen doktorált 2000-ben a neuronhálók témájában. 1997–1998 között a marosvásárhelyi Petru Maior Egyetemen tanársegéd, majd a hollandiai maastrichti egyetemen szintén tanársegéd 2000-ig. 2000–2001 között az angliai University of Newcastle upon Tyne kutatója, 2001–2014 között adjunktusa, majd egyetemi docense. 2014–2021 között egyetemi tanár és 2017–2021 között a Matematika és Informatika Kar vezetöje az angliai Keele Egyetemen. 2021  óta egyetemi tanár és dékán az skociai Edinburgh Napier Egyetemen.[forrás?] Különféle oktatással-kutatással kapcsolatos adminisztratív funkciói is vannak.
A tudományos kutatás és egyetemi oktatás mellett részt vesz a közéletben is. 2011–2014 között Liberális Demokrata önkormányzati képviselö volt Newcastle upon Tyne-ban. A Liberális Demokrata párt jelöltjeként indult 2012-ben a Police and Crime Commissioner választáson a Northumbria körzetben, valamint  a parlamenti választásokon 2010-ben (Washington and Sunderland West), 2015-ben (Stoke-on-Trent South), 2017-ben (Stoke-on-Trent Central) és 2019-ben (Stoke-on-Trent North).
1992–1998 között a romániai Civitas Alapitvány a Civil Társadalomért vezérigazgatója volt.

## Munkássága
Kutatási területei: neurotudomány, komplex rendszerek, adatbányászat, mesterséges neuronhálók, evolúciós rendszerek. P. Andras néven publikál.

### Könyvei
- Charlton, B.G. and Andras, P.: The Modernization Imperative, Imprint Academic, Exeter, UK, 2003, ISBN 0-907845-52-5.
- Andras, P.: Artificial Neural Networks for Approximation and Time Series Prediction, Presa Universitară Clujeană, 2001, ISBN 973-8095-60-3 (románul).

### Cikkei (válogatás)
- Andras, P: High-Dimensional Function Approximation with Neural Networks for Large Volumes of Data. IEEE Transactions on Neural Networks and Learning Systems, (2018) 29: 500-508.
- Andras, P: Social learning in repeated cooperation games in uncertain environments. Cognitive Systems Research, (2018) 51: 24-39.
- Olorisade, BK, Brereton, OP, Andras, P: Reproducibility of Studies on Text Mining for Citation Screening in Systematic Reviews: Evaluation and Checklist. Journal of Biomedical Informatics, (2017) 73: 1-13.
- Sirbu, D, Butcher, JB, Waddell, PG, Andras, P, Benniston, AC: Locally Excited State–Charge Transfer State Coupled Dyes as Optically Responsive Neuron Firing Probes. Chemistry - A European Journal, (2017) 23: 14639–14649.
- Steyn, JS, Andras, P: Analysis of the dynamics of temporal relationships of neural activities using optical imaging data. Journal of Computational Neuroscience, (2017) 42: 107-121.
- Fisher, JM, Hammerla, NY, Ploetz, T, Andras, P, Rochester, L, Walker, RW: Unsupervised home monitoring of Parkinson's disease motor symptoms using body-worn accelerometers. Parkinsonism & Related Disorders, (2016) 33: 44-50.
- Andras, P: Environmental Factors and the Emergence of Cultural – Technical Innovations. Proceedings of the European Conference on Artificial Life 2015, pp.130-137.
- Andras, P: Function approximation using combined unsupervised and supervised learning. IEEE Transactions on Neural Networks and Learning Systems, (2014) 25: 495-505.
- Bai, D, Benniston, AC, Clift, S, Baisch, U, Steyn, J, Everitt, N, Andras, P: Low molecular weight Neutral Boron Dipyrromethene (Bodipy) dyads for fluorescence-based neural imaging. Journal of Molecular Structure, (2014) 1065-1066: 10-15.
- Andras P, Andras A: Type 2 diabetes: A side effect of the adaptation of neurons and fat cells to support increased cognitive performance. Medical Hypotheses, (2013) 80: 176-185.
- Andras, P: A Bayesian interpretation of the particle swarm optimization and its kernel extension. PLoS ONE, (2012) 7(11): e48710. doi:10.1371/journal.pone.0048710.
- Städele, C, Andras, P, Stein, W: Simultaneous measurement of membrane potential changes in multiple pattern generating neurons using voltage sensitive dye imaging. Journal of Neuroscience Methods, (2012) 203: 78-88, doi: 10.1016/ j.jneumeth.2011.09.015.
- Andras, P: Research: metrics, quality, and management implications. Research Evaluation, (2011) 20: 90-106.
- Lythgow, KT, Hudson, G, Andras, P, Chinnery, PF: A critical analysis of the combined usage of protein localization prediction methods: increasing the number of independent data sets can reduce the accuracy of predicted mitochondrial localization. Mitochondrion, (2011) 11: 444-449.
- Stein, W, Städele, Andras, P: Single-sweep voltage sensitive dye imaging of interacting identified neurons, Journal of Neuroscience Methods, (2011) 194:224–234.
- Stein, W, Städele, Andras, P: Optical imaging of neurons in the crab stomatogastric ganglion with voltage-sensitive dyes, Journal of Visualized Experiments, (2011) doi: 10.3791/2567.
- Stein, W, Andras, P: Light-induced effects of a fluorescent voltage-sensitive dye on neuronal activity in the crab stomatogastric ganglion, Journal of Neuroscience Methods, (2010) 188:290–294.
- Andras, P: Molecular neuroimaging – A proposal for a novel approach to high resolution recording of neural activity in nervous systems, Medical Hypotheses, (2009) 73: 876–882.
- Andras, P, Charlton, B.G.: Why are top universities losing their lead? –– An economics modelling–based approach Science and Public Policy, (2009) 36, 317–330.
- Hinks, J., Bush, J., Andras, P., Garratt, J., Pigott, G., Kennedy, A., Pless-Mulloli, T.: Views on chemical safety information and influences on chemical disposal behaviour in the UK, Science of the Total Environment, 407 (2009) 1299–1306.
- Andras, P., Lazarus, J., Roberts, G.: Environmental adversity and uncertainty favour cooperation, BMC Evolutionary Biology, 7:240 (2007).
- Charlton, B.G., Andras, P.: Evaluating universities using simple scientometric research-output metrics: total citation counts per university for a retrospective seven-year rolling sample, Science and Public Policy, 34 (8) (2007) 555–563.
- Kaiser M., Martin R., Andras P., Young M.P.: Simulation of structural robustness of cortical networks, European Journal of Neuroscience, 25 (10) (2007) 3185–3192.
- Andras, P., Gwyther, R., Madalinski, A.A., Lynden, S.J., Andras, A., Young, M.P.: Ecological network analysis: an application to the evaluation of effects of pesticide use in an agricultural environment, Pest Management Science, 63 (10) (2007) 943–953.
- Wennekers, T., Ay, N., Andras, P.: High resolution multiple-unit EEG in cat neocortex reveals large spatio-temporal stochastic interactions, BioSystems, 89 (2007) 190-197.
- Andras, P., Wennekers, T.: Cortical activity pattern computation BioSystems, 87 (2007) 179–185.
- Andras, P.: Extraction of an activity pattern language from EEG data, Neurocomputing, 69 (2006) 1313–1316.
- Andras, P., Lazarus, J., Roberts, G., Lynden, S.J.: Uncertainty and Cooperation: Analytical Results and a Simulated Agent Society, JASSS – Journal of Artificial Societies and Social Simulation, 9:1/7 (2006).
- Andras, P, and Andras, CD (2006). The protein interaction world hypothesis of the origins of life, Viva Origino, 34: 40-50.